# Abigail Pereira
Abigail Pereira Ávila (Montevideo, 27 de enero de 1986) es una actriz, bailarina, cantante y vedette uruguaya.

## Biografía
A los 11 años, debutó en el mundo artístico en la revista Chiquilladas para el Carnaval de promesas. Participó hasta el 2002 en distintas agrupaciones como parodistas Adams y Musicalísima, donde obtuvo el tercer premio.
En televisión, participó de los programas El show del mediodía y la edición del año 2007 del Bailando por un sueño en Argentina, donde compitió junto al actor Gustavo Guillén, siendo la 14.ª pareja eliminada. Tuvo participaciones esporádicas en el programa de entretenimientos Algo contigo en Canal 4. A su vez, realizó una participación especial en la serie de comedia, La oveja negra.
En 2012 fue imagen de la Tarjeta Consular Uruguaya. Trabajó para la cadena Telemundo de Estados Unidos. Allí formó parte del programa de talentos Yo soy el artista, y de Suelta la sopa. En el 2016 interpretó el personaje de Valquíria, peluquera de caballos, en la película Boi Neon, coproducción brasileña, uruguaya y holandesa dirigida por Gabriel Mascaro y protagonizada por Juliano Cazarré y Maeve Jinkings. Dicho film compitió en el Festival de Cine de Venecia.
En el 2020 participó del festival TRANScendent Sounds Fest de los Grammys. En el 2022 se confirmó su participación en la tercera temporada de la edición con celebridades de MasterChef Uruguay por Canal 10, marcando su regreso a la televisión uruguaya.
| Año  | Título               | Título                                | Notas               |
| ---- | -------------------- | ------------------------------------- | ------------------- |
| 2007 | Bandera de Argentina | Showmatch: Bailando por un sueño 2007 | 14.ª eliminada      |
| 2022 | Bandera de Uruguay   | MasterChef Celebrity Uruguay 3        | 24.ª eliminada      |
| 2023 | Bandera de Argentina | El Hotel de los Famosos 2             | Abandono voluntario |

## Vida personal
Tiene 5 hermanos, 4 hermanas y 1 hermano, Leticia, Fernanda, Alejandra, Pamela y Pablo Pereira.
Es activista por los derechos LGBT y el colectivo transgénero. En 2007, Abigail consiguió cambiar su nombre en la cédula y pasaporte y en 2013 se realizó la rectificación de partida de nacimiento en el Registro Civil, donde no se presentan muchos cambios como este. En 2009 sufrió un quebranto de salud.
Desde el 2014 reside en Miami, Estados Unidos. Pereira se convirtió en la primera residente permanente por habilidad extraordinaria y primera uruguaya transgénero en tener documentos como mujer en Estados Unidos.
En ese país realizó estudios como asistente médica.